# Borhegyi István
Borhegyi István Ferenc (Stephen Francis de Borhegyi) (Budapest, 1921. október 17. – Milwaukee, Wisconsin, USA, 1969. szeptember 26.) antropológus, régész.

## Életpályája
Harcolt a második világháborúban. 1946-ban szerzett diplomát a budapest egyetemen. 1946–1948 között előadó volt a budapesti egyetemen, egyidejűleg a Magyar Nemzeti Múzeum segédőre is volt. 1948-ban az USA-ba emigrált. 1949–1952 között Guatemalában az antropológia rendes tanára volt a San Carlos Egyetemen. 1952-ben a Yale Egyetem ösztöndíjasa volt. 1952–1959 között a Missouri, az Oklahoma (1955-) és a Wisconsin Egyetemen volt tanársegéd. 1959–1969 között a Milwaukee Public Museum igazgatója volt.
Fontos munkát végzett a közép-amerikai víz alatti régészetben. Figyelemre méltóak a közép-amerikai prehisztorikus településekkel, a maja vallással és a közép-amerikai kulturális kapcsolatokkal foglalkozó munkái.

## Magánélete
1949-ben házasságot kötött Suzanne Simms-sel, akitől négy gyermekük született. Autóbalesetben hunyt el.

## Művei
- Settlement Patterns in the Guatemalan Highlands: past and present (New York, 1956)
- The Modern Museum and the Community (Norman, 1958)
- The Museum as a Cultural Centre in the Development of the Community. I-V. kötet (Paris, 1958–1961)
- Cultura folk y cultura compleja en al area maya meridional (Guatemala, 1959)
- A Bibliography of Museums and Museum Work (Milwaukee, 1960–1961)
- Ball Game Hanstones and Ball Game Gloves (Cambridge, 1961)
- The Rubber Ball Game of Ancient America (Borhegyi Z.-vel; Milwaukee, 1963)
- Highland Maya Settlement Patterns: Synthesis of Highland Maya Archeology (Washington, 1965)